# 嫩豪森
嫩豪森（德語：Nennhausen）是德国勃兰登堡州的一个市镇，隶属于哈弗尔兰县。总面积为89.69平方千米，截至2020年总人口为1818人。